# 萬基藥業
萬基藥業控股有限公司（港交所除時為0835.HK），是在1990年由陳氏家族創立，則是從ehealthcareasia換取上市的。現時業務為銷售保健產品。
由於長期業務持續虧損，銷售長期惡性競爭，於是出售給第三者股權，由亞洲煤業取代上市，但已於2019年6月18被取消上市地位。

## 連結
- 萬基藥業 （页面存档备份，存于）